# مانويل يوريبا أنخيل
مانويل يوريبا أنخيل (بالإسبانية: Manuel Uribe Ángel)‏ هو مؤرخ وسياسي كولومبي، ولد في 4 سبتمبر 1822 بإنفيغادو في كولومبيا، وتوفي في 16 يونيو 1904 في نفس البلد. حزبياً، نشط في الحزب الليبرالي الكولومبي. وقد انتخب عضو مجلس الشيوخ في كولومبيا.